# 冬のオペラグラス
「冬のオペラグラス」（ふゆのオペラグラス）は、新田恵利のソロデビュー・シングル。1986年1月1日発売。発売元はキャニオンレコード。

## 解説
おニャン子クラブとして活動していた新田のソロデビュー作。オリコンチャートでは、1986年1月6日から27日付までの4週連続（年末年始の2週合算週分含む）1位を獲得した。
TBS系の音楽番組『ザ・ベストテン』では、1月16日放送分で8位で初登場。合計6週に渡ってランクインした。
1986年6月末現在でのシングル売上はレコード会社の公称で52万枚。
おニャン子クラブの仕掛け人の一人であり、作詞を担当した秋元康はおニャン子クラブ出演番組『夕やけニャンニャン』での同曲発売速報時に、新田と同曲について「（番組内で新田が）時々非常に切ない顔をしたり、その日によってちょっと寂しそうな顔をしたり、あの顔がすごい思春期の女の子の揺れ動く様を表していていいなと思いまして。それを歌にした」と語っていた。また、秋元にとってこの曲のヒットは予想以上であったらしく、後年に雑誌『The Ichiban（オリコン）』でのインタビューで「ミトコンドリアたちが一斉に動き出した感じがした」と感想を述べた。
1987年9月20日、代々木第一体育館でのおニャン子クラブ解散コンサートに出演し、この曲を披露した。また、同じくゲスト出演した中島美春と「星座占いで瞳を閉じて」も披露している。
後年『速報!歌の大辞テン』にVTR出演した際、1番サビを終えた後のフェイクをどのようにするか最後までなかなか決まらなかった、という裏話を披露した。
2008年にテレビ朝日で放送された『仮面ライダーキバ』の過去編がおニャン子クラブの流行った1986年という設定になっていたためおニャン子関連の楽曲がよく流れ、その際にこの曲も流れていた。

## 収録曲
1. 冬のオペラグラス　
  - 作詞：秋元康　作曲・編曲：佐藤準
2. ロマンスは偶然のしわざ　
  - 作詞: 秋元康　作曲：山川恵津子　編曲: 佐藤準
  - 新田恵利 with おニャン子クラブ（中島美春・福永恵規・内海和子・永田ルリ子）

## 収録作品
- 『ERI』 (#1,2 アルバムミックスで収録)
- 『新田恵利 SINGLES コンプリート』 (#1,2)
- 『My これ!クション 新田恵利 BEST 2』 (#1)
- 『スーパーベスト』 (#1)
- 『NON-STOP おニャン子』 (#1)
- 『家宝』 (#1)
- 『おニャン子クラブA面コレクション Vol.1』 (#1)
- 『おニャン子クラブB面コレクション Vol.1』 (#2)